# Bataille de Talataye
Guerre du Mali
Batailles
La bataille de Talataye se déroule du 6 au 7 septembre 2022 pendant la guerre du Mali, au cours des offensives de Ménaka. Lors de ce combat, l'État islamique dans le Grand Sahara prend d'assaut la ville de Talataye, qui est ensuite pillée et en partie incendiée. Les assaillants abandonnent ensuite la ville le lendemain.

## Contexte
En mars 2022, les djihadistes de l'État islamique dans le Grand Sahara (EIGS) lancent une offensive dans la région de Ménaka, à l'est du Mali, qui est alors principalement défendue par les miliciens touaregs du Mouvement pour le salut de l'Azawad (MSA), un groupe rallié à l'État malien. Rapidement, les djihadistes s'emparent de la petite ville d'Andéramboukane, ainsi que de plusieurs autres localités. Mais entre mars et août, la progression de l'État islamique s'accompagne du massacre de 300 à 700 civils touaregs et 50 000 personnes se réfugient dans la ville de Ménaka,. 
Peuplée de 13 000 habitants en 2009, la ville de Talataye est alors abandonnée par une large partie de sa population, qui fuit l'avancée des combats et les massacres commis par l'État islamique. Dès le mois de mars, les djihadistes du Groupe de soutien à l'islam et aux musulmans (GSIM), affiliés à al-Qaïda, prennent position au sud et à l'ouest de Talataye, où ils restent dans l'expectative pendant les combats. De fait, les factions touarègues et le GSIM passent un accord tacite contre l'État islamique,. En juillet, l'EIGS mène une première attaque à Talataye pour tester les lignes de défense.

## Déroulement
Le 6 septembre 2022, l'État islamique dans le Grand Sahara attaque Talataye,,. La commune est consistée essentiellement en une agglomération de hameaux dans une vaste étendue désertique. L'ouest de la ville est alors occupé par le Groupe de soutien à l'islam et aux musulmans, et l'est par les hommes du MSA, en nombre plus réduits,,,. Ni le GATIA, ni la CMA, ni les Forces armées maliennes, ni le Groupe Wagner ne sont présents.
Les combats débutent à 15 heures. Mené par un chef surnommé « Hicham », les djihadistes lancent l'assaut avec plusieurs centaines d'hommes à motos, aussi bien contre la partie ouest que contre la partie est. Les djihadistes mènent l'attaque par le sud et par l'est dans un premier temps, puis par le nord. 
Après trois, quatre heures de combat, la ville tombe aux mains de l'État islamique,,. Des boutiques appartenant à l'ethnie Douassak sont pillées, le marché et plusieurs habitations sont egalement incendiées,. De nombreux civils tentent de fuir l'avancée des djihadistes, mais plusieurs dizaines d'entre-eux sont massacrés, soupçonnée par l'Etat islamique de collaboration,.
De son côté, l'armée malienne indique dans un communiqué avoir seulement effectué une « reconnaissance offensive » avec ses forces aériennes,. Selon le journaliste Wassim Nasr, des frappes aériennes ont bien eu lieu mais n'ont eu aucune efficacité du fait que les djihadistes avaient déjà changé de position. Le journal Le Monde indique pour sa part qu'aucune frappe n'a été menée, d'après plusieurs sources locales.
Le lendemain, les djihadistes de l'État islamique se retirent de Talataye, probablement dans la crainte d'une contre-attaque. Le même jour, la ville est réinvestie par des combattants du MSA et du GSIM,.

## Pertes
Le bilan des combats n'est pas communiqué, mais RFI indique que du côté de l'EIGS et du GSIM « les morts seraient nombreux », tandis que le MSA déplore quatre tués. 
Au moins plusieurs dizaines de civils sont tués,. Un élu local fait état de la mort d'au moins 45 habitants, tandis qu'un responsable du MSA évoque au moins 30 tués, dont des enfants,.
L'ONG Armed Conflict Location and Event Data project (Acled) fait quant à elle état de la mort d'au moins 30 civils, 17 djihadistes du GSIM et 3 miliciens touaregs du MSA. Selon Acled, environ 900 personnes, en majorité des civils, ont alors été tuées dans la région par l'État islamique depuis mars 2022.
Sans les jours qui suivent, au moins 4 000 civils fuient la localité et ses environs pour trouver refuge dans la région de Kidal. Au moins 2 000 autres se réfugient à Gao. Selon le journaliste Wassim Nasr, les djihadistes utilisent les fluxs de déplacée afin de mettre sous pression les villes, notamment celle de Gao. Cette technique militaire sert aussi à vider la région de sa population touarègue hostile à l'EIGS en règle générale, afin que le groupe ait une plus grande liberté d'action et de liberté.

## Vidéographie
- [vidéo] Mali : près de 1 000 victimes du groupe Etat islamique depuis mars, France 24, 12 septembre 2022.